# Галкина, Алла Олеговна
Алла Олеговна Галкина (до 2016 года — Галеева; род. 15 апреля 1992 года, Новочеркасск) — российская волейболистка. Либеро команды «Локомотив» и сборной России. Бронзовый призёр Кубка мира 2019 года.

## Биография
Алла Олеговна Галеева родилась 15 апреля 1992 года в Новочеркасске.
Начала карьеру в 2011 году в новоуренгойском «Факеле». Затем выступала за «Заречье-Одинцово» (2014—2016) и «Енисей» (2016—2017).
В 2016 году Алла вышла замуж и взяла фамилию супруга.
В 2017 году в составе сборной России участвовала в 6 матчах Мирового Гран-при.
С 2017 по 2018 год играла за команду «Протон».
В мае 2018 года вошла в заявку сборной России на Лигу Наций, однако в турнире не участвовала.
С 2018 года выступает за «Локомотив», в составе которого дважды становилась серебряным призёром чемпионатов России, а в 2021 — чемпионкой России. В составе сборной России участвовала в турнире Монтрё Воллей Мастерс и чемпионате мира.

### Клубная карьера
- 2011—2014 —  «Факел» (Новый Уренгой)
- 2014—2016 —  «Заречье-Одинцово» (Московская область)
- 2016—2017 —  «Енисей» (Красноярск)
- 2017—2018 —  «Протон» (Саратов)
- 2018—2022, с 2023 —  «Локомотив» (Калининград)

## Достижения

### Со сборной
- Серебряный призёр Монтрё Волей Мастерс 2018
- Бронзовый призёр розыгрыша Кубка мира 2019

### С клубами
- двукратная чемпионка России — 2021, 2025;
- 3-кратный серебряный (2019, 2020, 2024) и бронзовый (2017) призёр чемпионатов России.
- победитель розыгрыша Кубка России 2025;
  - бронзовый призёр Кубка России 2017.